# Heikki Westerinen
Heikki Markku Julius Westerinen (nascut a Hèlsinki el 27 d'abril de 1944) és un jugador d'escacs finès, que té el títol de Gran Mestre des de 1975. El seu estil ha estat descrit com a original i combinatiu.
A la llista d'Elo de la FIDE de març de 2014, hi tenia un Elo de 2287 punts, cosa que en feia el jugador número 38 (en actiu) de Finlàndia. El seu màxim Elo (des de 1990) va ser de 2450 punts, a la llista de juliol de 1990 (posició 448 al rànquing mundial).

## Resultats destacats en competició
Westerinen va esdevenir mestre nacional als setze anys, i posteriorment obtingué els títols de la FIDE de Mestre Internacional (el 1967), i de Gran Mestre el 1975. Ha guanyat el Campionat de Finlàndia quatre cops, els anys 1965, 1966, 1968, i 1970.
Els seus millors resultats en torneigs inclouen una tercera plaça a Berlin 1971, empat pel segon lloc a Olso 1973, primer lloc a Sant Feliu de Guíxols 1973, i primer lloc al Torneig de Dortmund en les edicions de 1973 i 1975. El 1978 empatà al primer lloc en la 6a edició del World Open a Filadèlfia, amb 7½ punts de 9 possibles.

### Participació en olimpíades d'escacs
Westerinen ha participat, representant Finlàndia, en dinou Olimpíades d'escacs, totes les edicions celebrades entre els anys 1962 i 1996, a més de la de 2006 (amb un total de 133½ punts de 238 partides, un 56,1%). A les edicions entre 1968 i 1974 hi participà com a MI, i a partir de 1976 com a GM.